# 雅基馬人

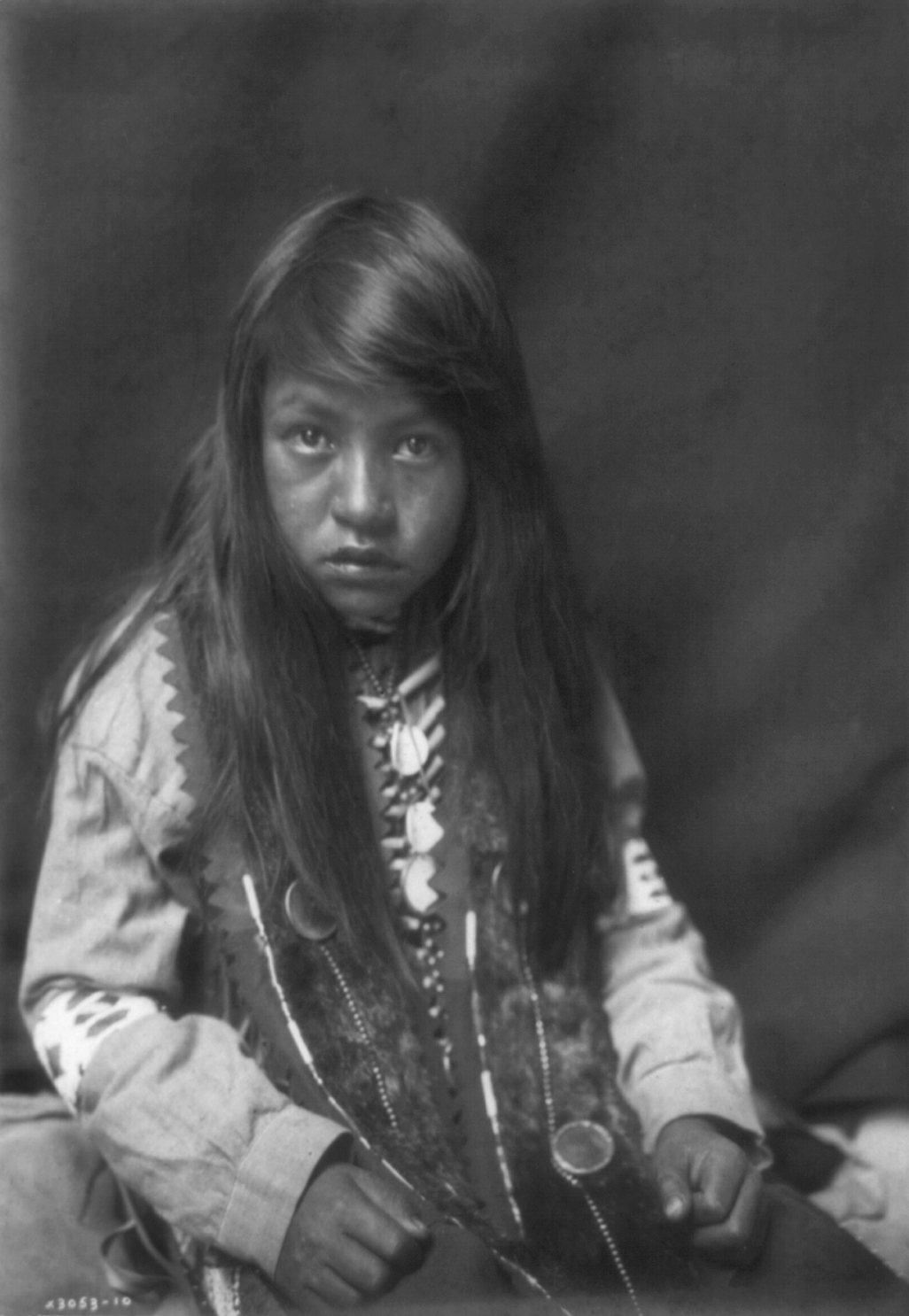
雅克玛男孩

雅基馬人，是美国印第安人的一支。人口约10,000人。他们主要分布在雅基馬河（Yakima River）流域内的保留地内。保留地面积约5,260 km²。他们由雅基馬部落委员会管理。经济以渔业为主。

## 语言
雅基馬人使用萨哈普丁语的西北方言。